# Carne de animales silvestres

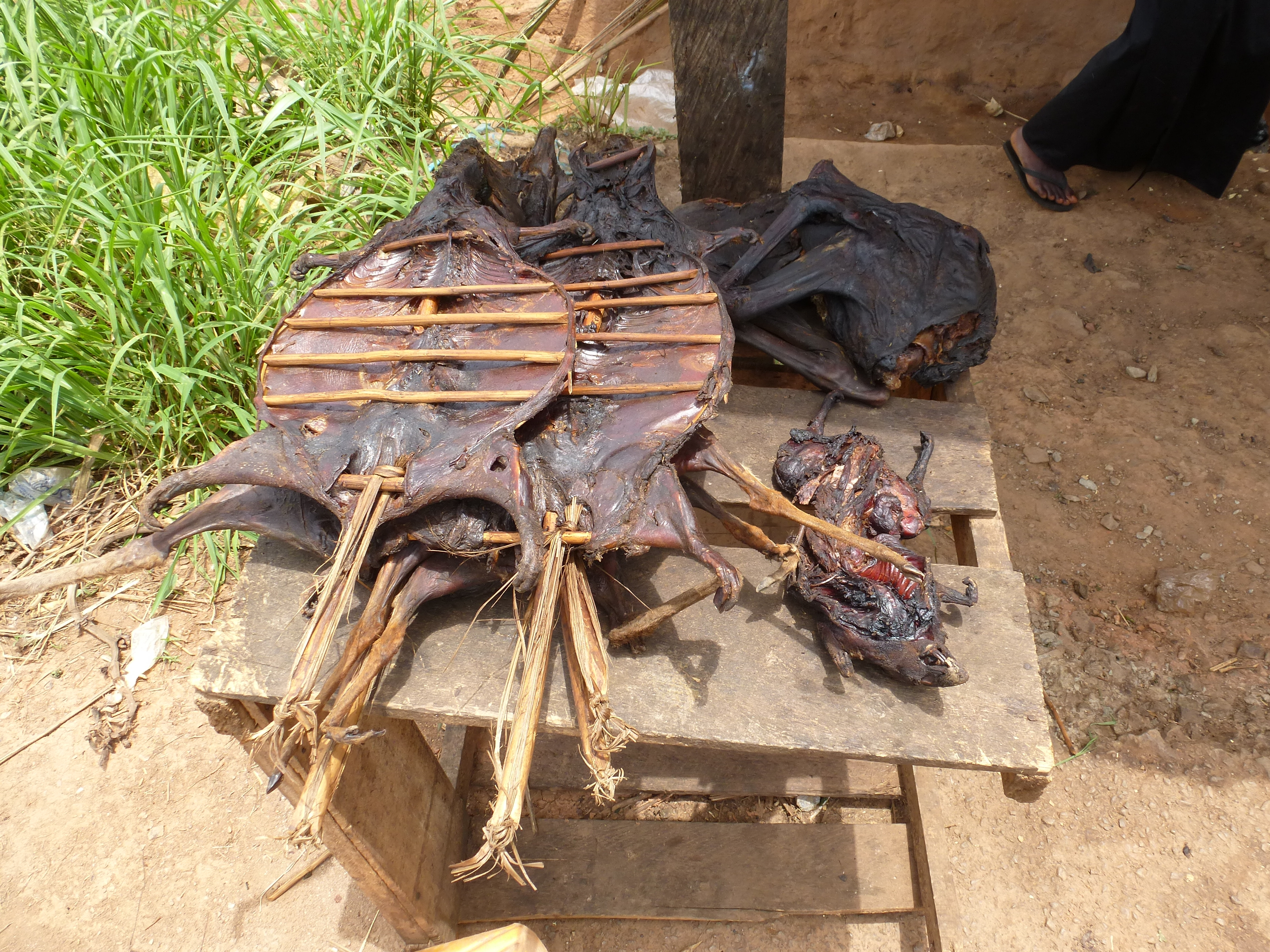
Carne de ratas silvestres siendo ahumadas en Ghana

La carne de animales silvestres o carne silvestre se refiere, en un sentido amplio, a la carne de animales no domesticados, es decir, que se cazan en estado silvestre, y particularmente cuando se usa esta denominación o bushmeat (en inglés) se usa para referirse a la carne de animales salvajes en países en vía de desarrollo y de las áreas tropicales. La carne de animales silvestres representa una fuente primaria de proteína animal y un producto económico para los habitantes de las regiones de bosques tropicales húmedos en África, América y Asia. La carne de animales silvestres es un recurso alimenticio fundamental entre las comunidades rurales más humildes de estos lugares.
Se pensaba que el número de animales silvestres sacrificados y comercializados en la década de 1990 en África occidental y central era insostenible. En 2005, la recolección y comercialización de carne silvestre se consideraba una amenaza para la biodiversidad. A partir de 2016, 301 mamíferos terrestres estaban amenazados de extinción debido a la caza de animales silvestres, incluidos primates, artiodáctilos, murciélagos, marsupiales diprotodontos, roedores y carnívoros en muchos países en vías de desarrollo.
La carne silvestre supone un riesgo para la salud alimentaria, ya que se incrementan las posibilidades de transmisión de diferentes tipos de virus zoonóticos de huéspedes animales a humanos, como el virus del ébola o el VIH.

## Nomenclatura
En octubre de 2000, el Congreso Mundial de la Naturaleza de la UICN aprobó una resolución sobre el comercio insostenible de la carne silvestre (wild meat). Se instó a los países afectados a reconocer el impacto cada vez mayor del comercio de carne de estos animales, fortalecer y hacer cumplir la legislación y desarrollar programas de acción para mitigar el impacto del comercio. Se pidió a las organizaciones donantes que proporcionaran financiación para la ejecución de dichos programas.
La carne silvestre supone un importante suministro de proteína para las personas pobres aunque su comercialización en mercados locales e internacionales es una amenaza para la supervivencia de las especies, especialmente las de gran tamaño ya que sus procesos reproductivos son más lentos. En época antigua (y de manera aislada en la actualidad) puede ser sostenible si se lleva a cabo por comunidades cazadoras-recolectoras tradicionales en grandes entornos para su propio consumo. El término buhsmeat crisis ('crisis de la carne silvestres') se acuñó en 2007 y se refiere a esta doble amenaza de agotamiento de los recursos alimentarios y extinción de la vida silvestre, ambos relacionados con el comercio de carne de animales silvestres. Para superar esta crisis, se ha sugerido:
- Aumentar el acceso de los consumidores a fuentes alternativas asequibles y fiables de proteína animal, como pollos, ganado menor y peces de piscifactoría criados a nivel familiar;
- Delegar derechos y autoridad sobre la vida silvestre a las comunidades locales;
- Fortalecer la gestión de áreas protegidas y hacer cumplir las leyes de conservación del medio ambiente.

## Especies de vida silvestre afectadas
A nivel mundial, se estima que más de 1.000 especies animales se ven afectadas por la caza de carne de animales silvestres. Su captura se realiza principalmente mediante trampas, y los cazadores prefieren matar especies grandes que proporcionan una mayor cantidad de alimento.

### En África

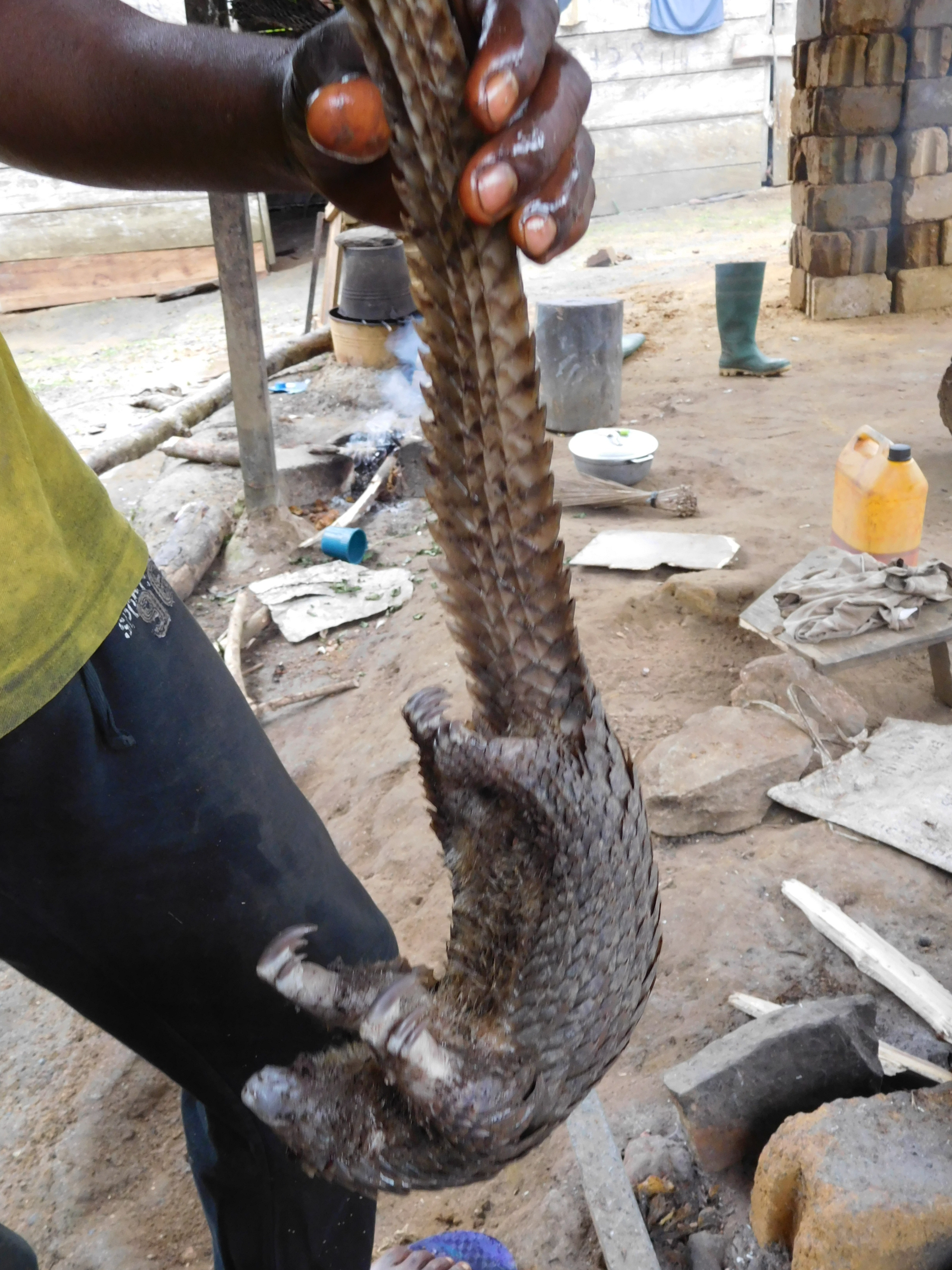
Pangolín en Camerún

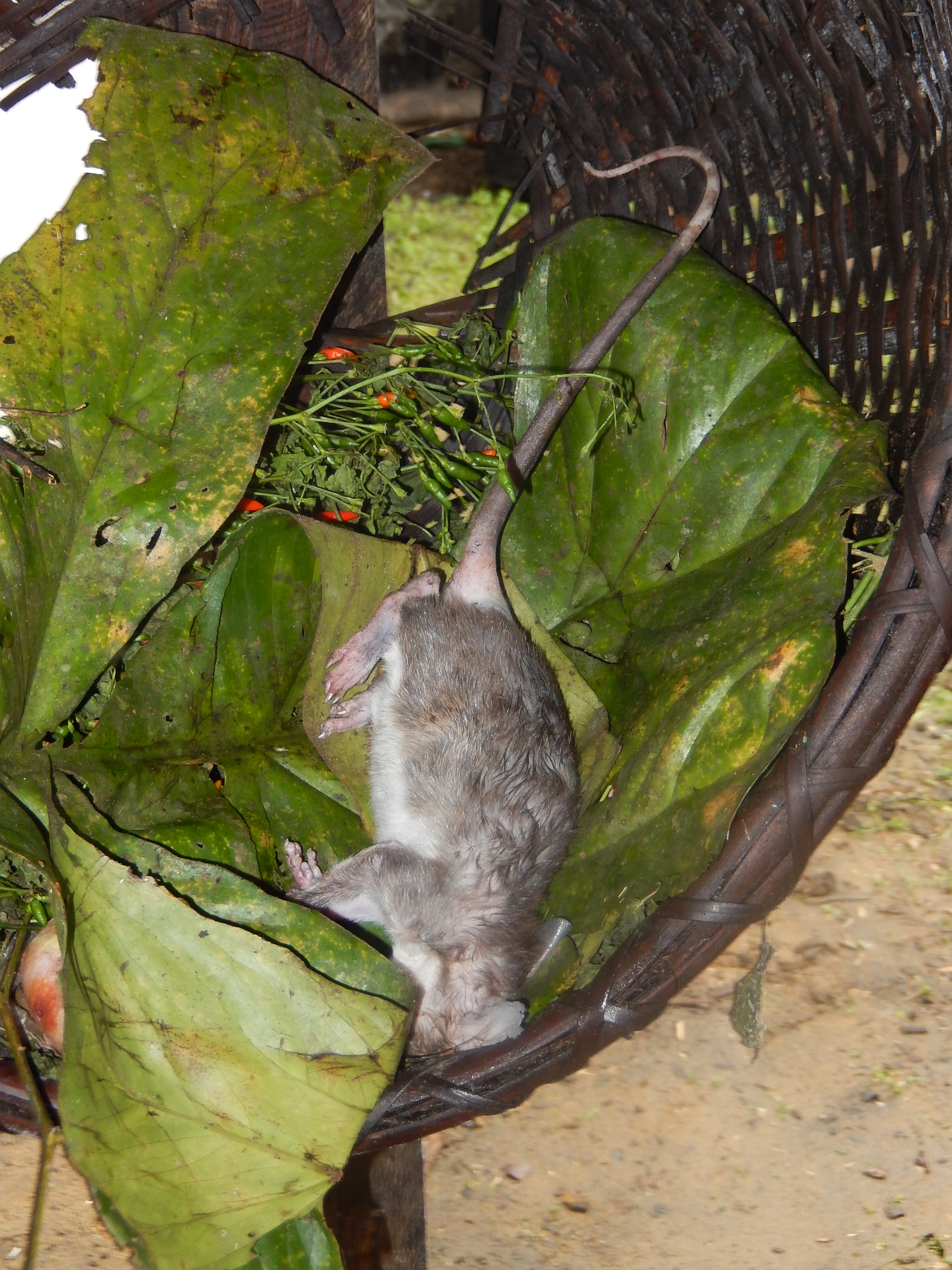
Rata gambiana en Camerún

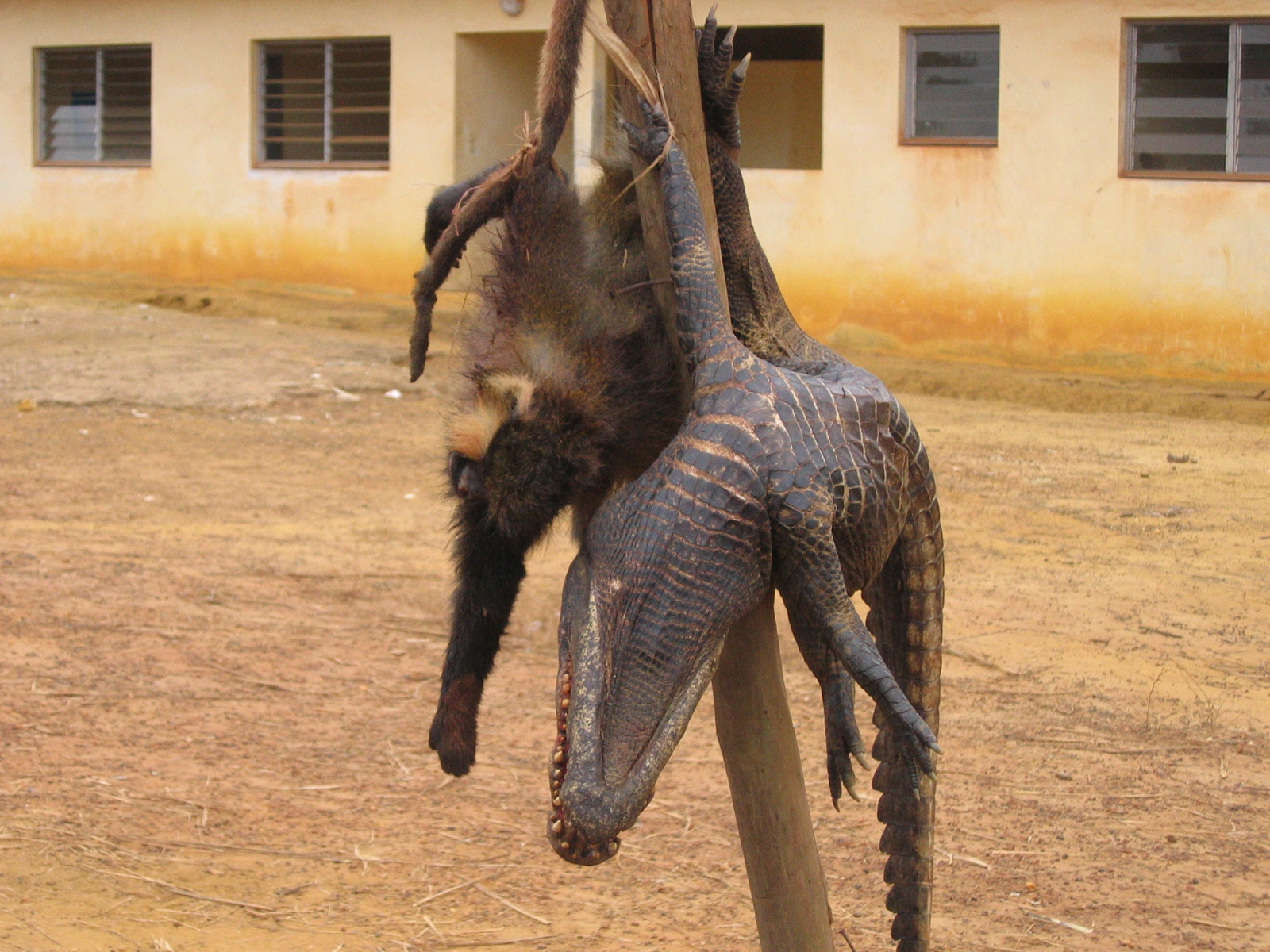
Carnes silvestres en Gabón

En los países africanos de habla inglesa es común el término bushmeat ('carne de selva'), término que se ha extendido como el más común en el mundo angloparlante para referirse a esta carne. 
El volumen del comercio de carne de animales silvestres en África occidental y central se estimó en 1 a 5 millones de toneladas por año a principios del siglo XXI. En 2002, se estimó que 24 especies que pesaban más de 10 kg contribuyen con 177.7 kg/km² de carne por año a la carne silvestre obtenida en la cuenca del Congo. Las especies que pesan más de 10 kg 10 kg (22,0 lb) se estimó que aportan 35.4 kg/km². La caza de estos animales en la selva amazónica es mucho menor: 3.6 kg/km² para los animales de más de 10 kg y 0.6 kg/km²  en el caso de los de menos de 10 kg. Según estas estimaciones, un total de 2.200.000 toneladas de carne silvestre son capturadas anualmente en la cuenca del Congo, yendo desde las 12.937 toneladas en Guinea Ecuatorial a 1.665.972 en la República Democrática del Congo.

Las 301 especies de mamíferos amenazadas por la caza de carne silvestre comprenden 126 primates, 65 artiodáctilos, 27 murciélagos, 26 marsupiales diprotodontos, 21 roedores, 12 carnívoros y absolutamente todas las especies de pangolines.
En un estudio de 2009 hecho en un mercado de carne silvestre junto al río Cavally de Liberia se detalló que entre las especies de primates que se vendían frescas o ahumadas había chimpancé (Pan troglodytes), mono diana (Cercopithecus diana), mono de nariz blanca (C. nictitans) cercopiteco menor (C. petaurista), mono de Campbell (C. campbelli), mangabey gris (Cercocebus atys), colobo rey (Colobus polykomos), colobo verde (Procolobus verus) y colobo rojo occidental (P. badius). Las especies de cefalofos o duikers constituyeron más de la mitad de un total de 723 animales. En 2012, se estudió el comercio de carne silvestre en tres aldeas del departamento de Sassandra, Costa de Marfil; durante seis meses, nueve restaurantes recibieron 376 mamíferos y ocho reptiles, incluido el cocodrilo enano (Osteolaemus tetraspis), el antílope bosbok (Tragelaphus scriptus), el  duiker de Maxwell (Philantomba maxwellii), el duiker bayo (Cephalophus dorsalis), el mono de Campbell, el cercopiteco menor, el potto (Perodicticus potto), el pangolín arborícola (Phataginus tricuspis), pangolín de cola larga (P. tetradactyla), puercoespín africano de cola cepilla (Atherurus africanus), rata de Gambia (Cricetomys gambianus), rata aulácoda (Thryonomys swinderianus), ardilla de tierra rayada (Xerus erythropus) e damán arborícola occidental (Dendrohyrax dorsalis). En 2011 se estimó que alrededor de 128.400 murciélagos de la fruta (Eidolon helvum) se comercializaban anualmente tan sólo en cuatro ciudades del sur de Ghana.
En 2006, se estimó que alrededor de 1.437.458 animales eran cazadas cada año en partes de Nigeria y Camerún de la selva costera de Cross-Sanaga y Bioko, incluidas alrededor 43.880 ratas gambianas (Cricetomys emini), 41.800 pangolines arborícolas, 39.700 monos narigudos, 22.500 cercopiteco mona (Cercopithecus mona), 3.500 cercopiteco de orejas rojas (C. erythrotis), 20.300 driles (Mandrillus leucophaeus), 15.300 civetas africanas (Civettictis civetta), 11.900 cusimanses (Crossarchus obscurus), más de 7.600 civetas africana de palma (Nandinia binotata), 26.760 varanos del Nilo (Varanus niloticus) y 410 elefantes africanos de bosque (Loxodonta cyclotis).

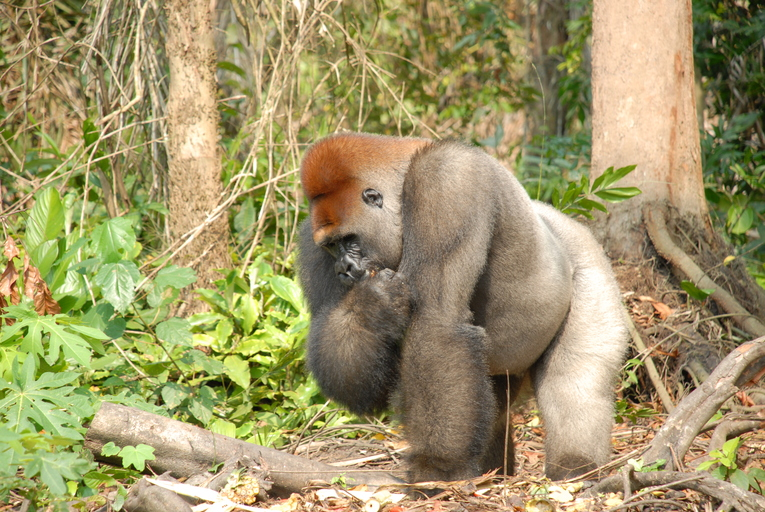
Un gorila en la República Democrática del Congo, 2008

Entre 1983 y 2002, se estimó que las poblaciones de gorila occidental (Gorilla gorilla) y chimpancé (Pan troglodytes) de Gabón se redujeron en un 56%. Esta disminución fue causada principalmente por la caza comercial, que fue facilitada por la infraestructura extendida para fines de tala. La mangosta de los pantanos (Atilax paludinosus) y la mangosta hocicuda (Herpestes naso) son los pequeños carnívoros más numerosos que se ofrecen en los mercados rurales de carne silvestres del país.
A finales de los años 90, se observaron bonobos (Pan paniscus) frescos y ahumados en Basankusu, en la provincia de Équateur, en el Congo. Las principales especies muertas por los cazadores de carne de animales silvestres en la región de Katavi y Rukwa, Tanzania, incluyen el impala (Aepyceros melampus), el duiker común (Sylvicapra grimmia), el jabalí (Phacocherus africanus), el búfalo cafre (Syncerus caffer), el antílope bosbok, el potamoquero rojo (Potamochoerus porcus) y la zebra de sabana (Equus quagga).

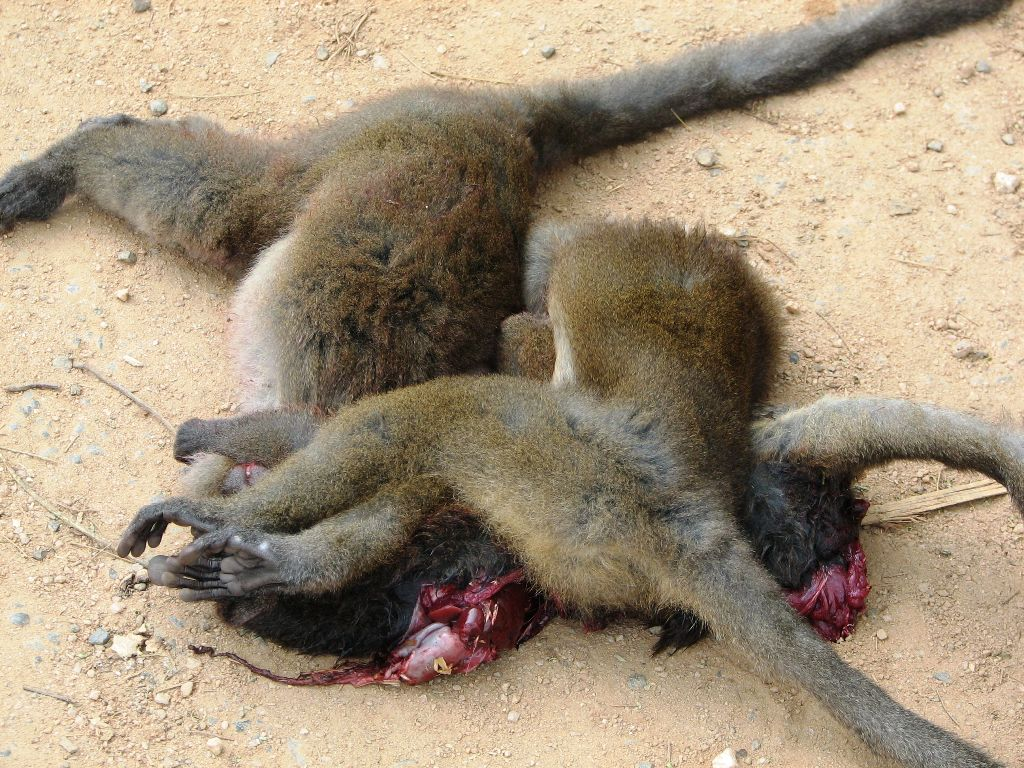
Lémures cazados en Madagascar.

Una encuesta en una zona rural en el suroeste de Madagascar reveló que los cazadores aprecian especialmente al potamoquero de río silvestres (Potamochoerus larvatus), el lémur de cola anillada (Lemur catta), el sifaka de Verreaux (Propithecus verreauxi), el lémur saltador de Hubbard (Lepilemur hubbardorum), el lémur de cola gruesa (Cheirogaleus medius), el tenrec (Tenrec ecaudatus), el lémur ratón gris (Microcebus murinus), el lémur ratón gris rojizo (M. griseorufus), el murciélago frugívoro de Madagascar (Eidolon dupreanum) y el zorro volador de Madagascar (Pteropus rufus).

## Dinámica

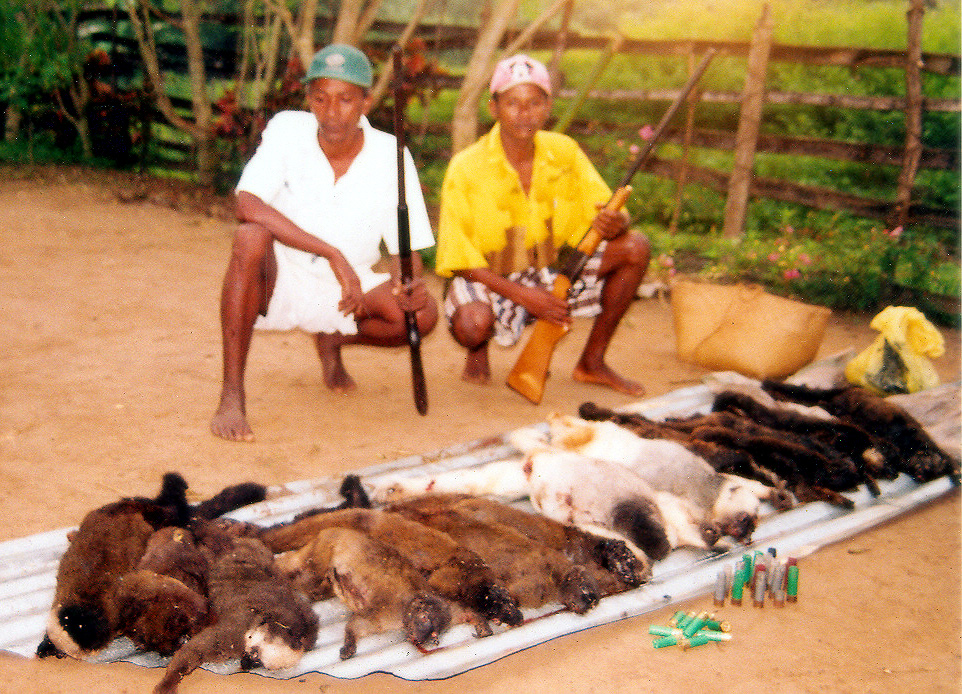
Dos cazadores de carne de animales silvestres malgaches con su cantera

### Explotación forestal
Las concesiones de explotación maderera en los bosques africanos han estado estrechamente vinculadas al comercio de carne silvestre debido a que proporcionan carreteras, camiones y otros accesos a bosques remotos, por lo que son el medio principal para el transporte de cazadores y carne silvestre hacia los centros urbanos. Algunos, entre ellos Congolaise Industrielle du Bois (CIB) en la República del Congo, se asociaron con gobiernos y organizaciones internacionales de conservación para regular el comercio de carne silvestre dentro de las concesiones donde operan. Debido a que cada país tiene circunstancias, tradiciones y leyes diferentes, no hay una solución universal que funcione en todos los lugares.

### Sobrepesca
En Ghana, la sobreexplotación pesquera ilegal de empresas de todo el mundo ha aumentado la demanda de carnes silvestres. Tanto las flotas subvencionadas por la Unión Europea como las flotas comerciales locales han agotado las poblaciones de peces, obligando a la población local a incluir en su dieta carne de animales cazados en reservas naturales. Más de 30 años de datos vinculan fuertes disminuciones tanto en las poblaciones de mamíferos como en la biomasa de 41 especies de vida silvestre con una disminución del suministro de peces. El consumo de pescado y de carne de animales silvestres está correlacionado: la disminución de un recurso aumenta la demanda y el precio del otro.

### Pastoralismo
Los pastores trashumantes de la zona fronteriza entre Sudán y la República Centroafricana van acompañados de comerciantes armados que también se dedican a la caza furtiva de grandes herbívoros. La dramática disminución de poblaciones de antílope gigante (Taurotragus derbianus), el búfalo cafre (Syncerus caffer), el alcéfalo (Alcelaphus buselaphus) y el antílope acuático en el área de Chinko entre 2012 y 2017 se atribuye a la caza furtiva. Utilizan el propio ganado para transportar la carne silvestre a los mercados.

## Propagación de enfermedades

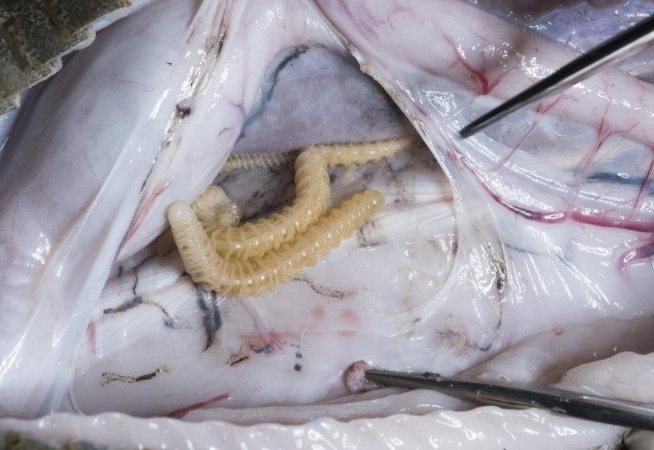
Especímenes del parásito Armillifer grandis en una víbora de rinoceronte que se vendía para el consumo humano.

Las fuentes animales son causa de varias enfermedades infecciosas como la tuberculosis, la lepra, el cólera, la viruela, el sarampión, la influenza y la sífilis, adquiridas por los primeros agrarios. La aparición del VIH-1, el SIDA, la enfermedad por el virus del Ébola y la enfermedad de Creutzfeldt-Jakob se atribuyen actualmente al consumo de animales silvestres. Las ardillas Funisciurus anerythrus y Heliosciurus rufobrachium fueron identificadas como reservorios del virus de la viruela de los monos en la República Democrática del Congo en la década de 1980.
Los brotes del virus del Ébola en la cuenca del Congo y en Gabón en la década de 1990 se han asociado con la matanza y el consumo de chimpancés y bonobos. Los cazadores de animales silvestres en África Central infectados con el virus linfotrópico T humano estuvieron estrechamente expuestos a primates salvajes. El ántrax se puede transmitir al matar y comer ungulados. El riesgo de enfermedades transmitidas por la sangre es mayor cuando se sacrifica un cadáver que cuando se transporta, cocina y come.
Muchos cazadores y comerciantes no conocen la zoonosis y los riesgos de transmisión de enfermedades. Una encuesta realizada en comunidades rurales de Nigeria reveló que el 55% de los encuestados conocían las zoonosis, pero su educación y tradiciones culturales son impulsores importantes para cazar y comer carnes silvestres a pesar de los riesgos involucrados.

### VIH
Los resultados de la investigación sobre chimpancés salvajes en Camerún indican que están infectados naturalmente con el virus espumoso de los simios (SFV) y constituyen un reservorio del VIH-1, un precursor del síndrome de inmunodeficiencia adquirida (SIDA) en humanos. Hay varias cepas distintas de VIH, lo que indica que esta transferencia entre especies se ha producido varias veces. El virus de la inmunodeficiencia de los simios presente en los chimpancés se deriva según se informa de cepas más antiguas del virus presente en el mangabeye gris (Cercocebus torquatus) y el mono de nariz blanca. Es probable que el VIH se haya transmitido inicialmente a los seres humanos después de haber estado en contacto con carne silvestre infectada.

### Ébola
Entre octubre de 2001 y diciembre de 2003, se produjeron cinco brotes de virus del Ébola en la zona fronteriza entre Gabón y la República del Congo. Las autopsias de cadáveres de animales salvajes mostraron que los chimpancés, los gorilas y los duikers bayos estaban infectados con el virus. El virus del Ébola se ha relacionado con la carne de animales silvestres, y se sospecha que el huésped principal son los murciélagos frugívoros. Entre el primer brote registrado en 1976 y el más grande en 2014, el virus se ha transferido de animales a humanos solo 30 veces, a pesar de que se mata y vende un gran número de murciélagos cada año. Los murciélagos dejan caer frutas y pulpa parcialmente ingeridas, luego los mamíferos terrestres como los gorilas y los duikers se alimentan de estas frutas. Esta cadena de eventos constituye un posible medio indirecto de transmisión del huésped natural a las poblaciones animales. El brote de ébola cerca del río Luebo en el centro-sur de la República Democrática del Congo en mayo de 2007 se remonta a las colonias de murciélagos monstruosos (Hypsignathus monstrosus) y murciélagos de Franquet (Epomops franqueti). Ambas especies habían migrado a árboles frutales en las islas del río y fueron sacrificadas para consumo de manera habitual. El presunto caso índice de la epidemia de ébola de 2014-2016 en África occidental fue un niño de dos años de Meliandou, en el sureste de Guinea, que jugaba en un árbol hueco que albergaba una colonia de murciélagos angoleños (Mops condylurus).
Los resultados de un estudio realizado durante la crisis del ébola en Liberia mostraron que las condiciones socioeconómicas afectaron el consumo de carne de animales silvestres. Durante la crisis, disminuyó el consumo de carne silvestre y la frecuencia de comidas diarias. La preferencia por carne silvestre no varió.

### Parásitos
En Camerún, se examinaron 15 especies de primates en busca de parásitos gastrointestinales. Muchos de ellos estaban infectados con Trichuris, Entamoeba, Ascaris, Capillaria, oxiuros, Bertiella y Endolimax nana. Una gran proporción de las víboras Bitis venden en los mercados rurales de la República Democrática del Congo están infectadas por Armillifer grandis, que representa una amenaza para la salud pública.